# Кормільцев Ілля Валерійович
 Ілля́ Вале́рійович Кормі́льцев (рос. Илья Валерьевич Кормильцев; 26 вересня 1959, Свердловськ, РРФСР, СРСР — 4 лютого 2007, Лондон, Велика Британія) — радянський та російський поет, перекладач з англійської, італійської та французької, публіцист, музичний та літературний критик. Відомий як автор текстів пісень російського гурту «Наутилус Помпилиус».

## Біографія
Навчався в англійській спеціальній школі, пізніше на хімічному факультеті Ленінградського університету. Після року навчання у Ленінграді перевівся до Уральського державного університету, який закінчив у 1981 р.
Після закінчення університету писав тексти пісень для гурту «Урфін Джус» та для декількох інших виконавців. З 1983 року почав писати тексти пісень для «Наутілуса Помпіліуса». Пісні написані Кормільцевим у виконанні гурту стали згодом культовими у СРСР. Разом із піснями також продовжував писати вірші — 1990 року вийшла збірка «Зковані одним ланцюгом», де були не тільки пісні Кормільцева, але і малюнки В'ячеслава Бутусова — основного виконавця гурту. 1989 року «Наутілус» був ушанований премією Ленінського комсомолу, від якої Кормільцев відмовився.
У 1990—2000 роках робив переклади з англійської, італійської, французької та польської мов. Після розпаду «Наутілуса» заснував власний літературний проєкт. Друкувався у декількох провідних російських журналах. 2003 року очолив видавництво «Ультра. Культура», де друкував часом дуже контроверсійні матеріали пов'язані, крім іншого, із наркотиками, порнографією та націоналізмом. Його політичні погляди були теж дещо відмінними — виступав проти російських націоналістів та проти виконання його пісень перед прокремлівською аудиторією. Особливого розголосу набули його висловлювання стосовно російських імперіалістів:
|  | Я обожнюю росіян. Вони завжди точно знають, кого потрібно заборонити. Я вже років 20 сподіваюся, що нарешті хто-небудь прийде і заборонить їх. Як клас. Разом зі всією їхньою тисячолітньою історією сраколизання начальству, батога і нагайки, пияцтва і звиродніння, насильства і нелюдської злості, разом з кожним підорасом, який знає, кого точно потрібно заборонити. На жаль, ці дивні творіння не зовсім розуміють, що для решти світу вони виглядають нікчемними маленькими потворами… Вони сіпаються, повзають і звиваються, сподіваючись, що їх хто-небудь помітить… а ніхто… не помічає… Одного боюся — у цієї сволоти вистачить розуму спробувати заборонити людство. Оригінальний текст (рос.) Я обожаю русских. Они всегда точно знают, кого нужно запретить. Я уже лет 20 надеюсь, что наконец кто-нибудь придёт и запретит их. Как класс. Вместе со всей их тысячелетней историей жополизства начальству, кнута и нагайки, пьянства и вырождения, насилия и нечеловеческой злобы, вместе с каждым пидорасом, который знает, кого точно нужно запретить. Увы, эти странные создания не вполне понимают, что для всего остального мира они выглядят как ничтожные уродцы… Они дёргаются, ползают и кочевряжатся, надеясь, что их кто-нибудь заметит… а никто… не замечает… Одного боюсь — этой сволочи хватит ума попытаться запретить человечество. |

Під час подорожі до Великої Британії у січні 2007 року у Кормільцева знайшли рак хребта у розвиненій, невиліковній стадії. 4 лютого 2007 року він помер у лондонській лікарні. Поета поховали 9 лютого у Москві.